# Gato Colorado
Gato Colorado es una comuna santafesina del Departamento Nueve de Julio. Se encuentra a 493 km de Santa Fe. Distancia a Tostado: 160 km. Se ubica a la vera de la RN 95, a escasos kilómetros del límite con la provincia del Chaco. 
Está ubicado en la región de la sabana inundable. Forma parte de la región del norte santafesino. Es la última localidad del departamento Nueve de Julio. Tienen mucha relación con la provincia del Chaco, sobre todo con la localidad de Santa Sylvina debido a su proximidad, para contar con servicios tales como atención médica y abastecimiento.  
No tiene servicios ferroviarios. La principal vía de acceso es la ruta nacional N.º 95.
Recibió estatus de comuna el 2 de septiembre de 1926. El actual presidente comunal es Tadeo Rodríguez, para la administración 2024-2025.
Históricamente, su población ha sufrido enfermedades tales como el mal de Chagas, aunque mejoró notablemente en los últimos años.

## Población
Cuenta con 1,106 habitantes (Indec, 2022), lo que representa un descenso frente a los 1,412 habitantes (Indec, 2010) del censo anterior.
| Gráfica de evolución demográfica de Gato Colorado entre 1991 y 2022 |
|                                                                     |
| Fuente: Censos nacionales del INDEC                                 |

## Clima
Tiene un clima cálido tropical con estación seca (pocas precipitaciones en el mes de julio). Está en una zona con temperatura más elevada en el hemisferio Sur. En enero llega a temperaturas de 45 °C.

## Toponimia
Fundada con el nombre de "Tacurú", por decreto del Gobernador Aldao se forma la Comisión de Fomento. 
En 1932 la "Soc. Crédito Territorial" se instala en este lugar, dedicándose a la explotación forestal; sumándose familias al asentamiento existente. 
Entre esos pobladores, el Sr. Gani instala un boliche que abastecía de mercadería, tenía ojos parecidos a los de un gato, de allí su apodo de GATO, hasta que un personaje del lugar, por rencores sentimentales, quema su rancho y boliche, al escapar se quema la cara quedándole colorada desde entonces se lo apodó “El Gato Colorado”, quedando en la expresión popular “vamos al boliche del Gato Colorado”. Con el transcurso de los años comenzaron a referirse al lugar como "Gato Colorado"
Al popularizarse esta designación al lugar y por pedido de la población, el gobernador de facto, el 28 de septiembre de 1971 decreta llamar a la localidad "Gato Colorado."

## Entidades deportivas
- Club Sportivo y Recreativo Gato Colorado

## Educación
Funcionan cinco escuelas rurales:
- NÚMERO 189, FORTÍN 6 DE CABALLERÍA,
- NÚMERO 222, JUANA AZURDUY DE PADILLA,
- NÚMERO 1.036, ARTURO CAPDEVILA,
- NÚMERO 1.211, CONRADO NALÉ ROXLO,
- NÚMERO 1.371, GRANADEROS DE SAN MARTÍN.

Escuela secundaria N.º 493 de Gato Colorado: Cuenta con 105 alumnos, de primero a quinto año; el personal que posee son: 17 docentes, una asistente, una prosecretaria y un cargo directivo. La modalidad de la escuela sigue siendo Producción de Bienes y Servicios. Se encuentra en la Región Educativa I con sede en Tostado, que está supervisada por la profesora María Alejandra Clave.

## Flora y fauna
Los biomas que se dan son las praderas y estepas de gramíneas y de arbustos bajos xerófilos fachinal con aislados "montes" forestales.
La fauna autóctona argentina reúne, además, unas 300 especies de mamíferos, 250 de reptiles y 138 de anfibios, aparte de una enorme variedad de especies de invertebrados: insectos, arácnidos, moluscos, entre otros. A muchas de estas especies nos hemos referido al describir los grandes ecosistemas del territorio santafesino. Lamentablemente, junto a las provincias de Misiones, Chaco, Santiago y Santa Fe es una de las grandes "proveedoras" de pieles, cueros, plumas y otros productos de nuestra fauna silvestre, con destino al comercio nacional e internacional, gran parte del corre por circuitos ilegales.
A ello es necesario agregar el comercio de animales vivos, por ejemplo monos y loros cazados en los montes del norte santafesino, pasando por toda una variedad de especies dentro de las cuales las aves (cardenal amarillo y zorzales, y tordos entre muchos otros) ocupan un lugar esencial.

## Economía
Una de las actividades económicas más importantes es el cultivo del algodón y la cría de ganado vacuno y caprino.

## Sitios externos
- Sitio provincial (enlace roto disponible en Internet Archive; véase el historial, la primera versión y la última).
- Sitio federal
- Coord. geográficas e imágenes satelitales de Logroño

- Datos: Q11682053